# Brandisia rosea
Brandisia rosea är en tvåhjärtbladig växtart som beskrevs av William Wright Smith. Brandisia rosea ingår i släktet Brandisia och familjen Paulowniaceae. Utöver nominatformen finns också underarten B. r. flava.